# ゼロモーメントポイント

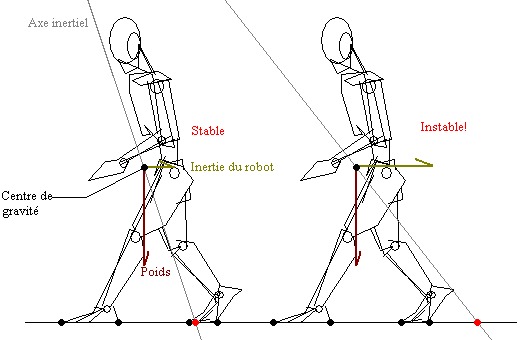
ZMPとは動力学的な重心位置のことで、ZMPが足裏上に来るような拘束条件を与えることで二足歩行が実現できる。上はZMPを視覚的に表現した図。左右同じ姿勢だが、左は安定、右は慣性力のためZMPが足裏から外れて不安定となっている。

ゼロモーメントポイント（英語: zero moment point、略称：ZMP）とは、二足歩行ロボットの軌道生成法と制御法において、重力だけでなく慣性力を加えた合力が路面と交わる点のことである。
1972年にユーゴスラビアミハイロピューピン研究所のミオミール・ブコブラトビッチ (Miomir Vukobratović) らによって提案された。

## 概要
ZMPは床反力の圧力中心であり、ロボットの運動と運動方程式から計算することができる。ブコブラトビッチらは、支持多角形 (support polygon) 内を運動するZMPの時間軌道を予め設定し、これに対応する歩行運動を繰り返し収束計算により求めた。ZMPを用いることにより、遊脚や上半身の質量による影響すべてを厳密に考慮した歩行運動を設計することができる。
ZMP理論に基づく2足動歩行は早稲田大学の加藤一郎と高西淳夫によって開発されたWL-10RDにより、1985年に実現された。早稲田大学のグループを除くと、1970年代から1990年代半ばまでZMPはあまり注目されていたわけではない。しかし、今日ではホンダのASIMOやソニーのQRIOなど、完成度の高い二足歩行ロボットのほぼすべてが、ZMPを用いた軌道生成と制御を用いている。